# Lygodactylus verticillatus
Espèce
Statut de conservation UICN

 LC  : Préoccupation mineure
Lygodactylus verticillatus est une espèce de geckos de la famille des Gekkonidae.

## Répartition
Cette espèce se rencontre à Madagascar et sur l'île Europa dans les îles Éparses.

## Publication originale
- Mocquard, 1895 : Sur les reptiles recueillis à Madagascar de 1867 à 1885 par M. Grandidier. Bulletin de la Société Philomathique de Paris, ser. 8, vol. 7, p. 93-111 (texte intégral).